# キム・ウォニ
キム・ウォニ（김원희、1972年6月9日 - ）は韓国の女優である。身長167cm、体重51kg。

## 人物
- 趣味:子犬を育てること、バスケットボール、ボウリング、乗馬、ビリヤード
- 特技:ピアノ演奏、音楽鑑賞、水泳

## 出演作品

### テレビドラマ
- 同じ屋根の三家族 (1992年) MBC
- 息子と娘 (1995年) MBC
- ムドンイの家 (1992年) MBC
- ソウルの月 (1994年) MBC
- この女の生き方 (1994年) SBS
- 海岸 (1995年) SBS
- 妖婦 張禧嬪 (1995年) SBS
- 父子友親 (1995年) SBS
- イム・コクチョン（林巨正） (1996年) SBS
- 夢の宮殿 (1996年) SBS
- 解氷 (1996年) SBS
- LAアリラン (1996年) SBS
- 裸足の青春 (1998年) KBS
- ホン・ギルドン（洪吉童) (1998年) SBS
- ウンシリ (1999年) SBS
- クイーン (1999年) SBS
- 泥棒の娘 (2000年) SBS
- ハニーハニー (2001年) SBS
- この女が生きる方法 (2002年) SBS
- 愛は奇跡が必要 (2005年) SBS
- 過去を問わないで下さい (2007年) OCN

### 映画
- 愛の戦争（1992年）
- キスもできない男（1994年）
- エキストラ（1998年）
- ウララ・シスターズ（2002年）
- 踊るＪＳＡ（2004年）
- 孟父三遷之教（2004年）
- 家門の危機-家門の栄光2（2005年）
- 家門の復活-家門の栄光3（2006年）
- 誰が彼女と寝たのだろうか？（2006年）
- サランバンの選手とお母さん（2007年）

## 受賞歴
- 1996年 SBS演技大賞 人気賞
- 1997年 第33回百想芸術大賞 人気賞
- 2001年 SBS演技大賞 演技賞（シッコム部門）
- 2003年 第39回百想芸術大賞 人気賞
- 2004年 MBC放送演芸大賞 ショーバラエティー部門 優秀賞
- 2005年 MBC放送演芸大賞 ショーバラエティー部門 最優秀賞

### MC
- うれしい我らの土曜日 MBC
- トークショー 3日間の恋 iTV
- 生活ニュース情報番組 ビューティフルライフ
- ユ・ジェソク、キム・ウォニの遊びにきて
- 大韓民国1時間目
- シン・ドンヨプ、キム・ウォニのヘイ ヘイ ヘイ
- 神秘なTVサプライズ